# Chuột chù Cyrenaica
Chuột chù Cyrenaica, tên khoa học Crocidura aleksandrisi, là một loài động vật có vú trong họ Chuột chù, bộ Soricomorpha. Loài này được Vesmanis mô tả năm 1977. Chúng là loài đặc hữu của Libya.